# Érase una vez en Anatolia
Érase una vez en Anatolia (2011) —en turco: «Bir zamanlar Anadolu'da»— es una película dramática turca, coescrita y dirigida por Nuri Bilge Ceylan basada en la experiencia real de uno de los escritores de la película, que narra la historia de un grupo de hombres que buscan un cadáver en las estepas de Anatolia. La película, que se estrenó a nivel nacional en toda Turquía el 23 de septiembre de 2011, se proyectó por primera vez en el Festival de Cannes 2011, donde fue coganadora del Gran Premio.

## Sinopsis
La vida en una pequeña ciudad se asemeja a un viaje en medio de las estepas: la impresión de que algo «nuevo y diferente» va a surgir de cada colina, aunque las carreteras resulten siempre monótonas, interminables e inevitablemente iguales.

## Reparto
- Muhammet Uzuner como doctor Cemal.
- Yılmaz Erdoğan como comisario Naci.
- Taner Birsel como fiscal Nusret.
- Ahmet Mümtaz Taylan como el chófer Arap Ali.
- Fırat Tanış como Kenan, sospechoso.
- Ercan Kesal como Muhtar.
- Cansu Demirci como hija de Muhtar.
- Erol Eraslan como Yaşar, víctima de asesinato.
- Uğur Arslanoğlu como Tevfik, conductor del Palacio de Justicia.
- Murat Kılıç como oficial de policía İzzet.
- Şafak Karali como Abidin, secretario del Palacio de Justicia.
- Emre Şen como sargento Önder.
- Burhan Yıldız como Ramazan, sospechoso.
- Nihan Okutucu como Gülnaz, esposa de Yaşar.

## Producción
El director Nuri Bilge Ceylan se crio en una pequeña ciudad similar a la de la película en términos de mentalidad y jerarquía, y dice que siente una estrecha relación con los personajes representados. La historia está basada en hechos reales. Uno de los coescritores de Ceylan era un doctor real y, con el fin de lograr su licencia, se vio obligado a trabajar durante dos años en la ciudad donde se desarrolla la trama. La historia de la película está basada en hechos muy similares a los que el coescritor experimentó durante este período. El título de la película hace referencia a la película de Sergio Leone Érase una vez en el Oeste, y era algo que uno de los conductores pronunció durante los acontecimientos reales. Al escribir el guion, los realizadores trataron de ser lo más realistas posible y el principal objetivo era retratar la atmósfera especial que había dejado una fuerte impresión en el médico. Varias citas de los cuentos de Antón Chéjov se incorporaron en el guion.
La película fue producida por Zeyno Film de Turquía, en coproducción con la compañía de Bosnia Production2006 Sarajevo y las compañías turcas NBC Film, 1000 Volt Post Production, la Corporación Turca de Radio y Televisión, Imaj y Fida Film. El rodaje tuvo lugar durante once semanas en los alrededores de Keskin, un distrito de la provincia de Kırıkkale en Anatolia Central. Se rodó en el formato CinemaScope.

## Premios

### Ganó
- 2011 - Premio Asia-Pacífico por Logro en cinematografía (Gökhan Tiryaki)
- 2011 - Premio Asia-Pacífico por Logro en dirección (Nuri Bilge Ceylan)
- 2011 - Premios Asia-Pacífico: Gran Premio del Jurado (Zeynep Özbatur)
- 2011 - Festival de Cannes: Gran Premio del Jurado a la Mejor película
- 2011 - Festival Internacional de Cine de Karlovy Vary: Premio Netpac (Nuri Bilge Ceylan)

### Nominaciones
- 2011 - Premio Asia-Pacífico a la Mejor película
- 2011 - Premio Asia-Pacífico al Mejor guion
- 2011 - Festival de Cannes: Palme d'Or (Nuri Bilge Ceylan)
- 2011 - Festival Internacional de Cine de Manila (Cinemanila): Premio Lino Brocka por Competición internacional
- 2011 - Festival de Cine del Sur en Oslo al Mejor largometraje

## Recepción
David Calhoun comentó la película para el Time Out London: «Ceylan es un artista de la pantalla astuto y audaz de primer orden y debería recibir elogios salvajes con esta nueva película por desafiarse tanto a sí mismo como a nosotros, el público, con este retrato prolongado, riguroso y magistral del día y la noche en la vida de una investigación criminal». Calhoun comparó la película con trabajos anteriores del director y señaló cómo, en menor medida, sigue las convenciones del género: «Presentando un nuevo interés en las palabras y la historia (aunque sea de la clase más difícil de alcanzar), en Érase una vez en Anatolia se siente un cambio de dirección de Ceylan y puede decepcionar a los que se sintieron atraídos sobre todo por la melancolía urbana de Lejano y Los climas. Más allá de ser cronológica, la película no sigue un patrón de narración de cuentos obvio. Las cosas suceden cuando tienen que suceder y a un ritmo natural. Ceylan nos invita al viaje, pero solo si estamos interesados».
La película recibió el segundo premio más prestigioso del Festival de Cannes, el Gran Premio del Jurado, en una victoria compartida con la película El niño de la bicicleta de los hermanos Dardenne.
La película fue seleccionada como la presentación oficial de Turquía para el Óscar a la mejor película extranjera, pero no pasó a la preselección.